# Іноуе Масакі
Іноуе Масакі (25 липня 1979) — японський велогонщик.
Срібний призер Олімпійських Ігор 2004 року в командному спринті.